# Rissakove
Rissakove (en (ucraïnès): Рисакове, en rus: Рысаково, Rissakovo) és un poble de la República Autònoma de Crimea a Ucraïna, que el 2014 tenia 701 habitants. Pertany al districte rural de Djankoi. Fins al 1948 la vila es deia Ass-Djaraktxí.